# バスケットボール女子イスラエル代表
バスケットボール女子イスラエル代表（Israel women's national basketball team）は、イスラエルバスケットボール連盟により国際大会に派遣される女子バスケットボールのナショナルチームである。

## 歴史
オリンピック・ワールドカップの出場はまだなく、欧州選手権の成績も芳しくない。

## 主な国際大会成績
- 夏季オリンピック
  - 出場なし
- W杯
  - 出場なし
- ユーロバスケット